# Himberg (Ohmgebirge)
Der Himberg ist ein 474 m ü. NHN hoher Berg des Ohmgebirges im Landkreis Eichsfeld, nördliches Thüringen (Deutschland). 

## Geographie
Der Himberg ist ein südöstlicher Ausläufer des Ohmgebirges, unmittelbar westlich befindet sich der Mittelberg. Er liegt im Uhrzeigersinn betrachtet zwischen den Gemeinden Kaltohmfeld im Nordwesten, Haynrode im Osten und Breitenworbis im Süden, die nächstgelegene Stadt Worbis liegt etwa 5 Kilometer in westsüdwestlicher Richtung. Eingegrenzt wird der Berg vom Tal des Krajaer Baches im Nordosten, dem Pass beim Forsthaus Hahn am Übergang zur Haarburg im Osten, dem Eichsfelder Kessel im Süden und dem Ebertal im Westen.

## Natur
Der Berg ist komplett bewaldet, die Hauptbaumart ist die Buche. Geologisch besteht der Berg aus Oberem und Unterem Wellenkalk mit Schaumkalklagern auf dem Plateau. Oberer Buntsandstein mit kleinen Kalktufflagern und einigen Erdfällen umsäumt die Muschelkalkschichtstufe. An der südöstlichen Abbruchkante des Bergplateaus befinden sich die Hahnklippen. Diese leiten zu einem kleinen nach Südwesten gerichteten Bergsporn über, dem etwa 455 m hohen Klei (oder Kley). Das Wort Klei stammt aus dem Mittelniederdeutschen und leitet sich von kleben ab, der kalk- und lehmhaltige Boden klebt sehr stark an den Schuhen. Eine Flurgegend nördlich von Breitenworbis hieß noch lange das Kleifeld, weitere Landschaftsbezeichnungen mit diesem Namen findet man noch beim nahen Worbis und Siemerode.
Hydrogeologisch bestehen fast gleichmäßige Grundwasserverhältnisse am Himberg und dem benachbarten Mittelberg auf Grund annähernd horizontaler Schichtenfolgen, im Gegensatz zu anderen Schichstufenbereichen des Ohmgebirges. Quellgebiete liegen im Norden des Himbergs, im Osten westlich des Forsthauses und zwischen Mittelberg und Himberg/Klei.
Zu erreichen ist der Berg nur über Wander- und Wirtschaftswege. Aussichtspunkte ergeben sich an einzelnen Steilhängen nach Süden oder Osten.

## Wallburg auf dem Klei
Auf dem Klei befand sich eine vorgeschichtliche Wallburg, auch Schwedenschanze genannt. Ein gebogener Wall mit vorgelagerten Graben verlief von Steilhang zu Steilhang und trennte eine 40 bis 50 Morgen große Burgfläche vom Bergsporn ab, die drei anderen Seiten waren durch den natürlichen Steilhang geschützt. Dabei dürfte es sich eine relativ große Volksburg aus der Eisenzeit gehandelt haben, archäologisch konnte bisher nur ein Scherbenfund gesichert werden. Über eine spätere Besiedlung des Burgareals ist nichts bekannt. Ob eine Beziehung zu der ebenfalls frühgeschichtlichen Besiedlung der nahen Hasenburg und der frühen Siedlung von Hugenworbis bestand, wird vermutet. 